# Vlag van Zuidlaren

Vlag van Zuidlaren (1958-1998)

De vlag van Zuidlaren werd op 6 mei 1958 bij raadsbesluit vastgesteld als de gemeentelijke vlag van de Drentse gemeente Zuidlaren. De vlag kan als volgt worden beschreven:
Drie banen van geel, groen en rood, waarvan de hoogten zich verhouden als 1:2:1, met op het midden van de groene baan een hollend paard, volledig getuigd, van wit.
De kleuren van de vlag en het paard zijn ontleend aan het gemeentewapen. Het paard herinnert aan de Zuidlaarder paardenmarkt.
In 1998 werd de gemeente opgeheven en ging op in Tynaarlo. Hierdoor kwam de gemeentevlag te vervallen.

## Verwant symbool

Wapen van Zuidlaren

Anloo 
· Beilen 
· Borger 
· Dalen 
· Diever 
· Dwingeloo 
· Eelde 
· Gasselte 
· Gieten 
· Havelte 
· Nijeveen 
· Norg 
· Odoorn 
· Oosterhesselen 
· Peize 
· Roden 
· Rolde 
· Ruinen 
· Ruinerwold 
· Schoonebeek 
· Sleen 
· Smilde 
· Vledder 
· Vries 
· Westerbork 
· de Wijk 
· Zuidlaren 
· Zuidwolde 
· Zweeloo